# Leisenberg (Wüstung)

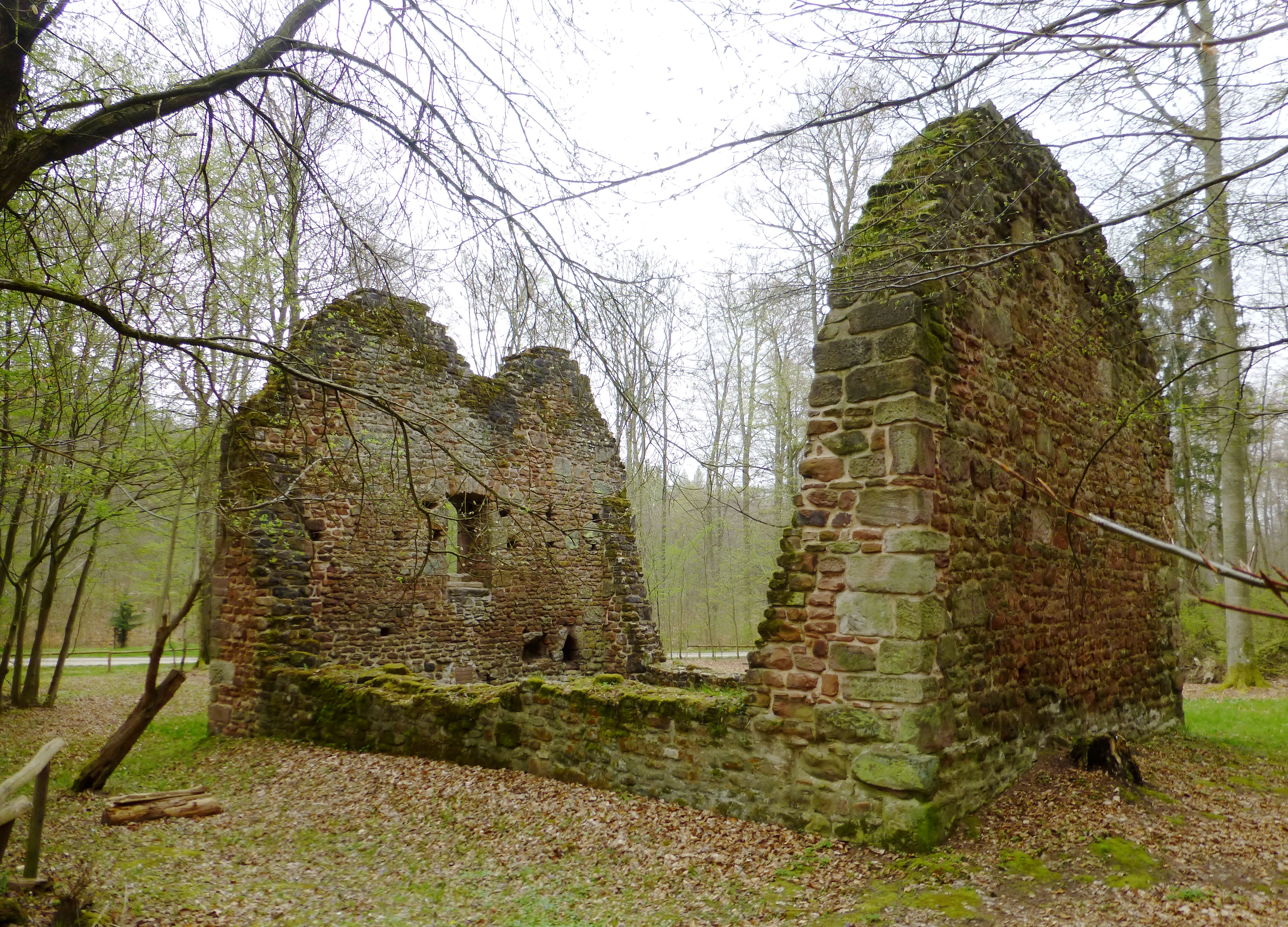
Ruine der Leisenberger Kirche

Leisenberg ist eine Wüstung im Landkreis Northeim. An die in der Gemeinde Katlenburg-Lindau liegenden Wüstung erinnert heute noch eine Kirchruine und ein Brunnen. Die lange Zeit der Verwitterung ausgesetzten Überreste der Wüstung sind in den 1980er Jahren aufwändig restauriert worden.
In einigen Veröffentlichungen wird die Wüstung Leisenberg auch unter der Bezeichnung Leisenrode geführt, so dass eine Verwechslung mit dem ebenfalls wüstgefallenen Ort Leisenrode bei Hardegsen möglich ist. Allerdings weisen die in neuerer Literatur angeführten urkundlichen Belege als Grundwort stets -berg auf.

## Lage und Charakteristisches der Wüstung

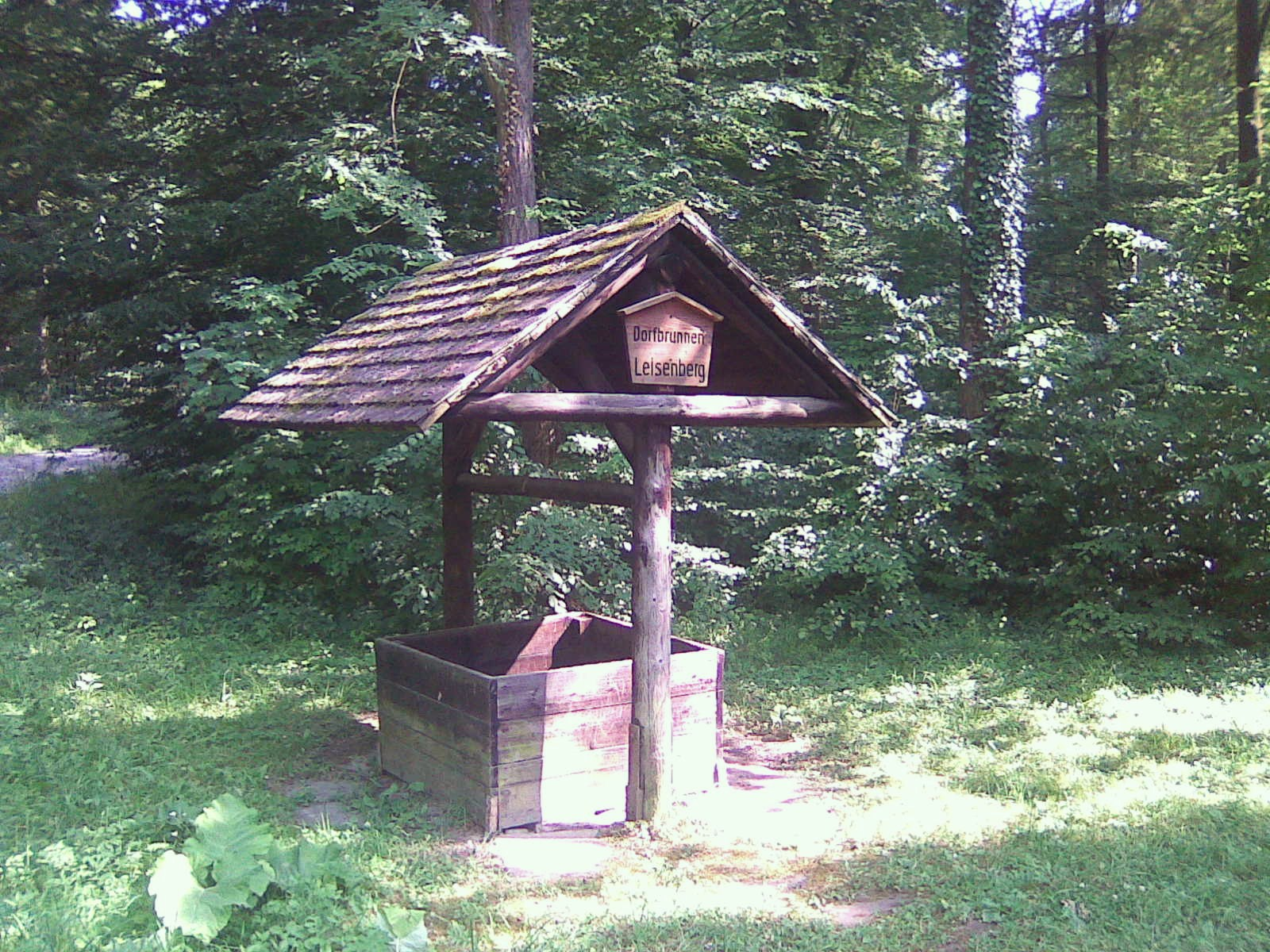
Dorfbrunnen

Die Wüstung befindet sich im Staatsforst Katlenburg Abt. 28 an einer Quelle in einer Höhe von etwa 250 m über NN. Sie liegt etwa 1,5 km östlich von Sudershausen und 3,5 km westsüdwestlich von Gillersheim.
Einige Meter neben der Kirchenruine findet sich ein alter Dorfbrunnen, dessen Oberbau wieder aufgemauert und mit einem Dach versehen wurde. Frühere Hauspodeste sind noch heute zu erkennen. Das Gelände, in der sich die Wüstung befindet, ist heute bewaldet und stellt eine Wölbackerflur dar. Der ehemalige Ort umfasste vermutlich eine Fläche von 6,5 ha.
Aus alten Unterlagen ergibt sich, dass zur Ortschaft etwa sechs Vollhöfe und 13 Kothöfe gehörten, wobei ein Vollhof etwa 20 ha und ein Kothof ca. 10 ha zu beackern hatte.
Die Mauern der Kirchruine sind aus rotem Sandstein gebaut. Von den Längsseiten sind nur noch die Grundmauern und niedrige Mauerreste vorhanden. Das frühere Dach war mit Dachziegeln eingedeckt, der ehemals vorhandene Glockenturm war Ausgrabungen zufolge vermutlich mit Schiefer bedeckt.

## Geschichte der Wüstung Leisenberg

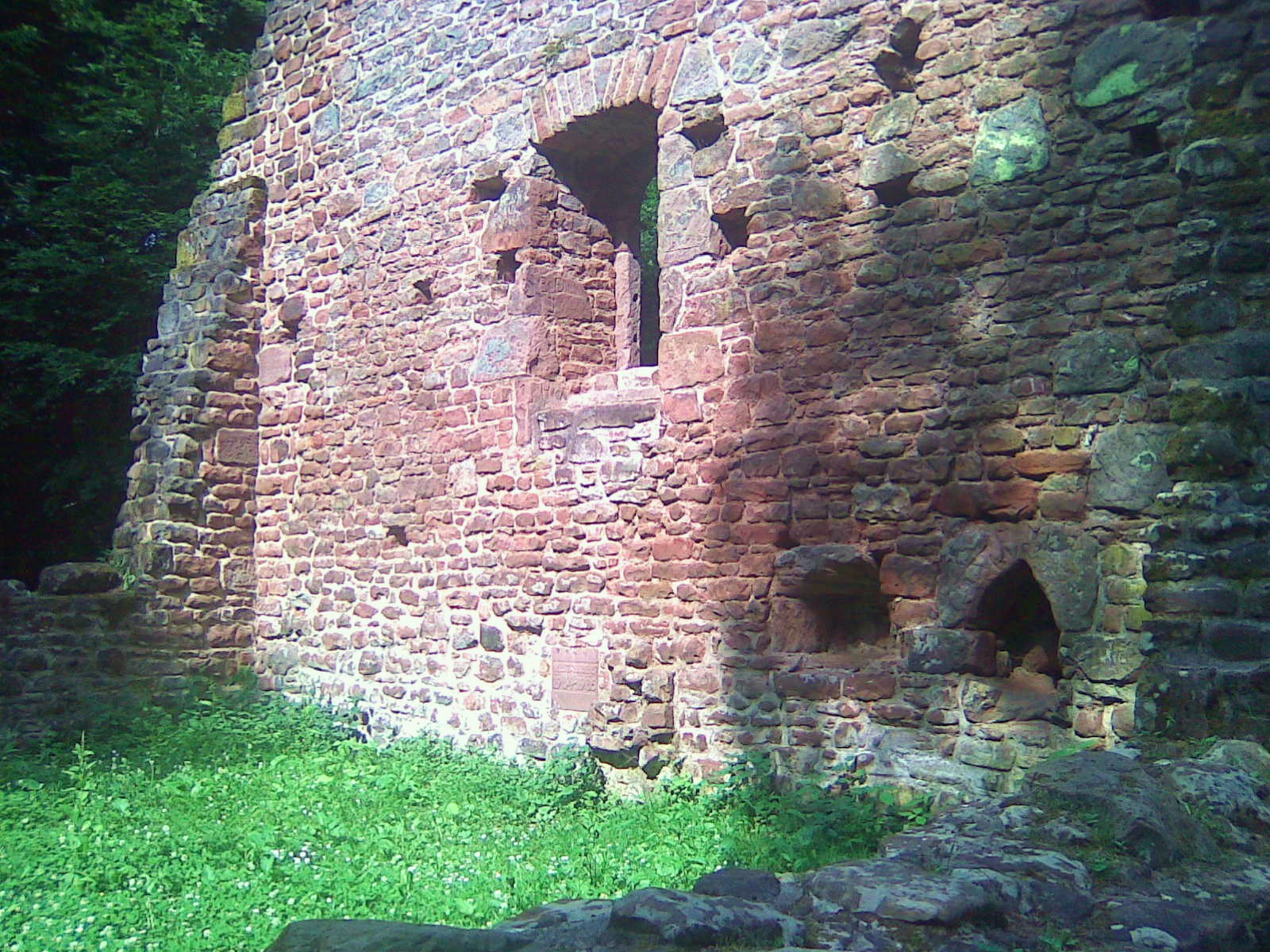
Innenraum, rechts ein Taufbecken

Eine erste urkundliche Erwähnung des Dorfes Leisenberg lässt sich für das Jahr 1281 datieren. In einer Urkunde vom 6. Mai 1281 berichtet der Propst Johann des Klosters Katlenburg, dass er ein Dorf namens „Lesenberg“ zwecks Wiederaufbau erworben habe. Über das vorherige, damals anscheinend bereits wüstgefallene Dorf liegen sonst bislang weder urkundliche noch archäologische Kenntnisse vor. Der geplante Wiederaufbau lässt sich mit einer Urkunde aus dem Jahre 1309 belegen: Darin berichten Propst, Priorin und Konvent des Klosters Katlenburg, in dem neu erbauten Dorf eine Kapelle gebaut zu haben. Diese war dem Evangelisten Johannes geweiht und war ebenfalls in dieser Urkunde von einer Kapelle zur Pfarrkirche erhoben worden.
1323 verkauften Braunschweiger Herzöge einige Dörfer dem Bischof Otto von Hildesheim, auch Leisenberg war darunter. Für das Jahr 1439 lässt sich feststellen, dass der Konvent zu Katlenburg das Einkommen des Leisenberger Pfarrers verbesserte.
Im Jahre 1449 findet die letzte Erwähnung Leisenbergs als existierender Ort statt. Für die Zeit nach 1460 tritt die Wüstwerdung des Ortes ein, aus Güterregistern des Klosters Katlenburg ist ersichtlich, dass Leisenberg um 1513 wüst war. Wahrscheinlich zogen einige der Bewohner in das größere und besser befestigte Gillersheim, das ebenfalls zum Kloster Katlenburg gehörte und überwiegend bessere Böden für den Ackerbau aufwies, auch aus Göttingen und Northeim sind jedoch bereits seit dem 14. Jahrhundert mehrere Neubürger überliefert, die sich nach Leisenberg nannten. Trotz der Aufgabe des Dorfes war die Pfarrstelle 1519/20 noch besetzt, wie entsprechende Einträge im Subsidienregister zeigen, und erst 1618 wurden die Glocken, ein eisenbeschlagener Kasten und ein Kelch aus der Kirche abtransportiert.
Die Ruine sowie andere Überbleibsel der ehemaligen Ortschaft blieben die folgenden Jahrhunderte über erhalten. Im 20. Jahrhundert drohte die Kirchruine schließlich durch Kinderhand und Witterung endgültig dem Verfall preisgegeben zu werden. Aus diesem Grund machten sich Mitte der 1970er Jahre Wissenschaftler auf, um ein Bestandsbild der Wüstung Leisenberg zu entwerfen. Auf dieser Exkursion konnten wichtige Erkenntnisse über die Beschaffenheit der Kirchruine sowie der Ortschaft an sich gewonnen werden.
Die Restaurierungsarbeiten an der Kirchruine begannen im Mai 1984. Mit einer Feier wurden die Arbeiten unter großer Anteilsnahme der Gillersheimer Bevölkerung am 8. Dezember desselben Jahres zum Abschluss gebracht.

## Umgang mit der Kirchruine heute

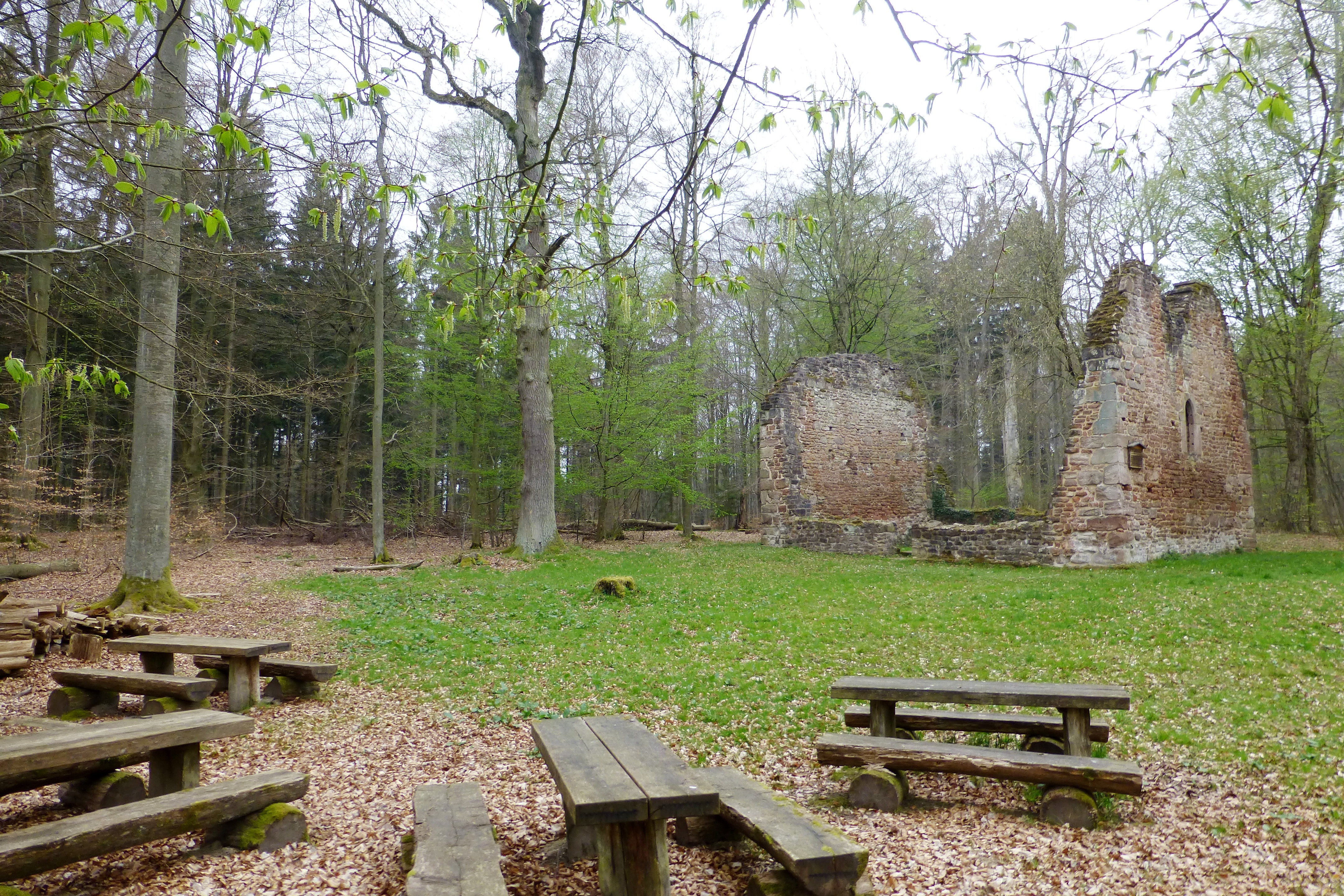
Umfeld der Kirchenruine mit Sitzbänken

Heute ist die Kirchruine ein beliebter Ausflugsort am Solling-Harz-Querweg, deren Umfeld mit einigen Bänken und einer Feuerstelle zum Verweilen einlädt.
Besonders hervorzuheben ist, dass die Kirche heute an manchen Tagen im Jahr noch in ihrer ursprünglichen Funktion genutzt wird: So finden dort manchmal Hochzeiten statt und am Pfingstmontag wird in der Ruine ein Gottesdienst abgehalten.

## Sage über die Kirchruine
Die Wüstung Leisenberg liegt in einer Gegend, die reich an alten Sagen und Geschichten ist. So existiert auch eine Sage über die Kirchruine.
Sie beschäftigt sich mit der Frage, wie es möglich war, dass die Überreste der Wüstung die Jahrhunderte überdauern konnten. In der Sage heißt es, dass sich ein Bauer ein neues Haus bauen wollte. Da er sich das Material dafür jedoch günstig beschaffen wollte, machte er sich auf zur Leisenberger Kirche, um von dort Steine abzutragen. Er war mit seinem Pferd dorthin geritten und tat, was er sich vorgenommen hatte. Kurz nachdem er mit dem Herausbrechen der Steine begonnen hatte, ertönte ein furchtbares Geräusch und Donner zog auf. Der Bauer, der sich sehr erschreckte, stürmte aus der Kirche, stieg auf sein Pferd und ritt so schnell er konnte davon. Als er sich umschaute, erkannte er, dass er von einer riesigen mit einer Streitaxt bewaffneten Gestalt auf weißem Pferde verfolgt wurde. Als er an seinem Haus angekommen war, flüchtete er hinein und verriegelte die Tür. Die Gestalt schlug mit seiner Axt eine Öffnung in die Wand, die sich niemals mehr schließen ließ.
(Nach: Christian Mecke, Versunkene Schätze des Eichsfeldes – Die schönsten alten Sagen)